# Fortryllet
Disney's Fortryllet (engelsk: Enchanted) er en blanding af tegnefilm og spillefilm. Mange steder vil man kunne genkende scener fra de gamle disney-film.

## Handling
Datter af Kong Marth, Giselle (Amy Adams), en smuk pige bor alene i sin hytte og drømmer om den store kærlighed. En prins, Edward er en dag taget på troldejagt sammen med sin tjener, Nathaniel. Nathaniel lokker trolden de netop har fanget, til at angribe Giselle. Da Edward når derhen falder Giselle ned fra et træ hvorop hun var flygtet fra trolden. Hun lander på hans hest og de forelsker sig straks. Som det er i tegnefilm, beslutter de sig straks for at blive gift, men så nemt skal det ikke gå. Narissa får snedigt lokket Giselle ned i en ønskebrønd, som ikke er en ønskebrønd, men derimod en portal til et sted 'hvor der ikke findes lykkelige slutninger' også kaldet, vores verden. Hun går forvildet rundt og bliver til sidst meget forvirret over et stort 'slot' ovenpå en bygning. Samtidig er Robert (Patrick Dempsey) og hans datter Morgan (Rachel Covey) på vej hjem da Morgan får øje på Giselle. Morgan hopper ud af bilen og hen mod Giselle og Robert følger efter hende. Da Giselle får øje på dem, får hun overbalance og falder, hun holder dog fast i kanten. Robert lover at gribe hende og han griber hende da også, men falder selv. Robert tager Giselle med hjem fordi han er sikker på at hun er mentalt forstyrret fordi hun bliver ved med at plapre op om Edward og Andalasia.
Mere kommer.

## Rolleliste
- Amy Adams som Giselle
- Patrick Dempsey som Robert
- James Marsden som Prins Edward
- Timothy Spall som Nathaniel
- Rachel Covey som Morgan
- Susan Sarandon som Dronning Narissa
- Idina Menzel som Nancy
- Michaela Conlin som May
- Paige O'Hara som Trish
- Julie Andrews som Fortæller

### Personer
- Giselle: En meget smuk pige som i starten bor i sin lille hytte, ofte besøgt af sin ven, jordegernet Pip og andre dyr. Hun er meget lys og lystig og tager ikke så nøje hvad andre mener.
- Edward: En flot, dog en anelse selvglad ung prins som leder efter sin ægte kærlighed så han kan få tronen af sin stedmor, Narissa.
- Robert: En skilsmisseadvokat, enlig forælder til Morgan og i et forhold til Nancy. Han er realist og meget skeptisk overfor Giselle, hvilket dog ændrer sig.
- Narissa: Den onde stedmor til Edward som prøver at beholde sin trone trods Edward snart giftemodne alder. Hun skyer ingen midler når hendes mål skal nåes.
- Nathaniel: Narissas håndlanger, som på hendes bud prøver at dræbe Giselle, dog uden større held. Han viser sig dog at der er mere under hatten på ham en loyalitet for Narissa.
- Pip: Et entusiastisk lille jordegern som desperat prøver at hjælpe Giselle når hun kommer i vanskeligheder.